# Renauldia
Renauldia là một chi rêu trong họ Pterobryaceae.